# Первая конференция военных и боевых организаций РСДРП
Первая конференция военных и боевых организаций Российской социал-демократической рабочей партии (РСДРП) проходила в Таммерфорсе с 16 [29] ноября по 22 ноября [5 декабря] 1906 года.

## Подготовка и проведение конференции
На IV съезде РСДРП произошло формальное объединение большевиков и меньшевиков, но не разрешены противоречия между фракциями по многим вопросам, в частности, о подготовке к вооруженному восстанию и о деятельности боевых групп. Сторонниками В. И. Ленина был создан Большевистский центр, который должен был координировать деятельность боевиков втайне от меньшевистского ЦК.
Еще весной 1906 года у руководителей боевых и военных групп появилась идея собрать совещание для анализа вооруженных выступлений 1905 года и скоординировать дальнейшую деятельность.
Подготовкой конференции занималось Организационное бюро (И. Х. Лалаянц, М. А. Трилиссер, Д. Д. Гимер, И. Г. Урысон и Е. Ярославский). В. И. Ленин и Л. Б. Красин поддержали идею конференции, однако, решили не афишировать своё участии в её подготовке. Средства на проведение конференции были получены от Уральской боевой организации через её представителя Э. С. Кадомцева.
ЦК РСДРП, руководимый меньшевиками, признавал необходимость агитационной работы в войсках, но считал несвоевременной подготовку к вооруженному восстанию и категорически возражал против деятельности боевиков и, в частности, экспроприаций. Меньшевики собрали в октябре 1906 года в Териоки альтернативную конференцию военных (но не боевых) организаций. В ней приняли участие представители 8 военных организаций.
Организаторы большевистской конференции в Таммерфорсе в ходе её подготовки посетили военные и боевые организации в ряде регионов России. На конференции присутствовало 19 делегатов с решающим и 9 с совещательным голосом, представлявших 11 военных и 8 боевых организаций, а также представители Центрального военно-технического бюро при ЦК РСДРП и Южного военно-технического бюро. Лишь один делегат был меньшевиком, остальные — большевики. Кроме того, делегат от Саратова оказался полицейским агентом.
В качестве представителя Большевистского центра на конференции присутствовал И. А. Саммер.
Конференция проходила в Народном доме Таммерфорса.

## Порядок дня
1. Отчет организационного бюро.
2. Отчет делегатов.
3. О бывших попытках вооруженного восстания.
4. Оценка момента.
5. Характер вооруженного восстания.
6. Задачи военной и боевой организаций.
7. Характер работы военной организации.
8. Об отношении к военным и боевым организациям других партий и беспартийным.
9. О создании военно-боевых центров в связи с организацией вооруженного восстания.
10. Об отношении военно-боевых организаций к общепролетарским.
11. Доклад партийному съезду.
12. Об основах представительства на съезде.
13. О центральном органе и литературе.
14. Об отношении к конференции военных организаций, созванной Центральным комитетом.
15. Выборы[6].

## Решения и итоги конференции.
На конференции избрано Временное бюро военных и боевых организаций из пяти членов. Принято несколько резолюций, касающихся характера военно-боевой работы. Временное бюро, наиболее активными членами которого были Е. Ярославский и М. Трилиссер, в конце 1906 — начале 1907 г. напечатало протоколы конференции, а также издало ряд брошюр, посвященных подготовке к вооруженному восстанию, обращению с оружием, взрывчатым веществам. Открыта школа-лаборатория в Куоккала.
Однако к лету 1907 г. полиция арестовала большинство руководителей боевых организаций и Временного бюро.

## См.также
- I конференция РСДРП
- II конференция РСДРП
- Музей Ленина (Тампере)